# Elena Curtoni
Elena Curtoni (* 3. Februar 1991 in Morbegno) ist eine italienische Skirennläuferin. Sie startet überwiegend in den Disziplinen Abfahrt, Super-G und Super-Kombination. Ihre fünf Jahre ältere Schwester Irene Curtoni war ebenfalls Skirennläuferin.

## Biografie
Curtoni stammt aus Cosio Valtellino. Erstmals international auf sich aufmerksam macht sie sich, als sie 2004 den Riesenslalom beim Trofeo Topolino gewann. Als 15-Jährige bestritt sie im Dezember 2006 ihre ersten FIS-Rennen. Unmittelbar nach ihrem ersten Europacuprennen am 16. Februar 2007 nahm sie am European Youth Olympic Festival in Jaca teil, wo sie im Riesenslalom den 13. Platz belegte. Einen Monat später gewann sie die italienischen Juniorenmeisterschaften im Slalom und in der Abfahrt. Die nächsten Einsätze im Europacup folgten ab Januar 2008 und zu Beginn der Saison 2008/09 gewann sie mit Platz 26 im Riesenslalom von Funäsdalen ihre ersten Punkte in dieser Rennserie. Im März 2008 wurde Curtoni erneut italienische Slalom-Juniorenmeisterin. Bei den Juniorenweltmeisterschaften 2009 in Garmisch-Partenkirchen erreichte sie in allen Wettbewerben das Ziel, was ihr die Bronzemedaille in der Kombinationswertung einbrachte.
Im Europacup gelang Curtoni in der Saison 2009/10 der Anschluss an die Spitze. Nachdem sie zuvor noch nie unter die besten zehn gefahren war, feierte sie am 11. Januar 2010 in der Super-Kombination von Caspoggio ihren einzigen Sieg. In diesem Winter entschied sie auch die Kombinationswertung für sich. In den Disziplinen Abfahrt und Super-G holte sie bis Saisonende weitere fünf Podestplätze, womit sie Zweite in der Super-G-Wertung und Dritte im Gesamtklassement wurde. Ihr Debüt im Weltcup hatte sie am 14. November 2009 im Slalom von Levi, wo sie im ersten Durchgang ausschied. Ab der Saison 2010/11 startete Curtoni regelmäßig im Weltcup. Ihre ersten Weltcuppunkte gewann sie am 19. Dezember 2010 mit Platz 23 in der Super-Kombination von Val-d’Isère. Bereits im folgenden Monat erreichte sie ihr erstes Top-10-Ergebnis als Zehnte im Super-G von Cortina d’Ampezzo am 23. Januar 2011. Bei den Juniorenweltmeisterschaften 2011 in Crans-Montana gewann sie die Goldmedaille im Super-G. Drei Tage später erreichte sie bei den Weltmeisterschaften 2011 in Garmisch-Partenkirchen den sechsten Platz in dieser Disziplin.
Ihr bestes Weltcupergebnis in der Saison 2011/12 erzielte sie mit Platz 5 im Super-G von Garmisch-Partenkirchen. In der Saison 2012/13 klassierte sie sich erneut in vier unterschiedlichen Disziplinen in den Punkterängen, mit Platz 6 in der Super-Kombination von Méribel als Bestergebnis. Dieses Niveau vermochte sie im Winter 2013/14 nicht zu halten und fuhr lediglich zwei Ergebnisse unter den besten 20 heraus. Eine deutliche Steigerung gelang ihr in der Saison 2014/15, als sie unter anderem Platz 5 im Super-G von Bansko belegte. Bei den Weltmeisterschaften 2015 in Vail resultierte der zehnte Platz in derselben Disziplin. Endgültig den Durchbruch an die Weltspitze schaffte Curtoni in der Saison 2015/16, als sie acht Top-10-Platzierungen in vier verschiedenen Disziplinen erzielte. Beim Weltcupfinale in St. Moritz gelang ihr am 16. März 2016 mit Platz 3 in der Abfahrt die erste Weltcup-Podestplatzierung, hinter Mirjam Puchner und Fabienne Suter.
Beim Rieseslalomtraining Mitte November 2017 in Copper Mountain zog sich Curtoni einen Kreuzbandriss im rechten Knie zu, womit sie für die Saison 2017/18, die sie mit Rang 27 in Sölden begonnen hatte, ausfiel. Bei ihrem Comeback im Winter 2018/19 konnte sie sich mit vier Platzierungen unter den besten 15 wieder im Mittelfeld etablieren. In der Saison 2019/20 fuhr sie wieder regelmäßig unter die besten zehn. Am 25. Januar 2020 gelang ihr der erste Weltcupsieg, als sie in der Abfahrt von Bansko zusammen mit Marta Bassino und Federica Brignone für einen Dreifachsieg der Italienerinnen sorgte. Sechs Top-10-Ergebnisse kamen im Verlaufe der Saison 2020/21 hinzu, darunter ein dritter Platz in der Abfahrt von Crans-Montana. Bei den Weltmeisterschaften 2021 in Cortina d’Ampezzo fuhr sie in der Kombination auf den vierten Platz.
In der Saison 2021/22 schaffte es Curtoni neunmal unter die besten zehn. Im Super-G von St. Moritz wurde sie Zweite, im Super-G von Val-d’Isère Dritte. Am 23. Januar 2022 feierte sie im Super-G von Cortina d’Ampezzo ihren zweiten Weltcupsieg, vor Tamara Tippler und Michelle Gisin. Beim Saisonhöhepunkt, den Olympischen Winterspielen 2022 in Peking, war Platz 5 in der Abfahrt das beste Ergebnis. Am Ende der Saison belege sie in der Super-G-Disziplinenwertung den zweiten Platz hinter Brignone. Ein dritter Weltcupsieg kam am 16. Dezember 2022 hinzu, als sich Curtoni in der Abfahrt von St. Moritz gegen Sofia Goggia und Corinne Suter durchsetzte. Im weiteren Verlauf des Winters kamen zweite Plätze in den Super-Gs von St. Moritz und Kvitfjell hinzu.
Am 8. Dezember 2023 stürzte Curtoni in der Abfahrt von St. Moritz heftig. Zwar konnte sie sich selbstständig ins Ziel begeben, doch die medizinische Untersuchung ergab eine Fraktur des Kreuzbeins, worauf sie die Saison vorzeitig abbrechen musste.

## Erfolge

### Olympische Spiele
- Peking 2022: 5. Abfahrt, 10. Super-G, 20. Riesenslalom

### Weltmeisterschaften
- Garmisch-Partenkirchen 2011: 6. Super-G, 16. Super-Kombination
- Schladming 2013: 13. Super-Kombination, 18. Super-G
- Vail/Beaver Creek 2015: 10. Super-G
- St. Moritz 2017: 5. Super-G
- Cortina d’Ampezzo 2021: 4. Alpine Kombination, 8. Abfahrt, 18. Super-G
- Méribel 2023: 9. Alpine Kombination, 13. Abfahrt, 15. Super-G
- Saalbach-Hinterglemm 2025: 9. Super-G, 14. Team-Kombination

### Weltcup
- 12 Podestplätze in Einzelrennen, davon 3 Siege:

| Datum             | Ort               | Land      | Disziplin |
| ----------------- | ----------------- | --------- | --------- |
| 25. Januar 2020   | Bansko            | Bulgarien | Abfahrt   |
| 23. Januar 2022   | Cortina d’Ampezzo | Italien   | Super-G   |
| 16. Dezember 2022 | St. Moritz        | Schweiz   | Abfahrt   |

- 1 Podestplatz in Mannschaftswettbewerben

### Weltcupwertungen
| Saison  | Gesamt | Gesamt | Abfahrt | Abfahrt | Super-G | Super-G | Riesenslalom | Riesenslalom | Kombination | Kombination |
| Saison  | Platz  | Punkte | Platz   | Punkte  | Platz   | Punkte  | Platz        | Punkte       | Platz       | Punkte      |
| ------- | ------ | ------ | ------- | ------- | ------- | ------- | ------------ | ------------ | ----------- | ----------- |
| 2010/11 | 53.    | 114    | 43.     | 12      | 23.     | 68      | –            | –            | 21.         | 34          |
| 2011/12 | 40.    | 200    | 48.     | 4       | 11.     | 151     | 47.          | 9            | 15.         | 36          |
| 2012/13 | 38.    | 212    | 44.     | 2       | 19.     | 91      | 29.          | 57           | 7.          | 62          |
| 2013/14 | 75.    | 51     | –       | –       | 35.     | 27      | 37.          | 24           | –           | –           |
| 2014/15 | 44.    | 147    | –       | –       | 16.     | 110     | 33.          | 24           | 18.         | 13          |
| 2015/16 | 23.    | 455    | 16.     | 188     | 15.     | 153     | 25.          | 82           | 23.         | 32          |
| 2016/17 | 17.    | 426    | 30.     | 53      | 4.      | 271     | 26.          | 73           | 20.         | 29          |
| 2017/18 | 126.   | 4      | –       | –       | –       | –       | 52.          | 4            | –           | –           |
| 2018/19 | 57.    | 120    | 35.     | 37      | 21.     | 83      | –            | –            | –           | –           |
| 2019/20 | 15.    | 434    | 6.      | 246     | 11.     | 143     | –            | –            | 10.         | 45          |
| 2020/21 | 14.    | 432    | 9.      | 206     | 10.     | 136     | 18.          | 90           | –           | –           |
| 2021/22 | 13.    | 585    | 19.     | 168     | 2.      | 390     | 38.          | 27           | –           | –           |
| 2022/23 | 9.     | 666    | 4.      | 308     | 4.      | 358     | –            | –            | –           | –           |

### Europacup
- Saison 2009/10: 3. Gesamtwertung, 1. Kombinationswertung, 2. Super-G-Wertung
- 7 Podestplätze, davon 1 Sieg:

| Datum           | Ort       | Land    | Disziplin         |
| --------------- | --------- | ------- | ----------------- |
| 11. Januar 2010 | Caspoggio | Italien | Super-Kombination |

### Juniorenweltmeisterschaften
- Formigal 2008: 24. Riesenslalom, 30. Slalom, 35. Super-G
- Garmisch-Partenkirchen 2009: 3. Kombination, 11. Slalom, 18. Abfahrt, 19. Super-G, 27. Riesenslalom
- Mont Blanc 2010: 8. Slalom, 9. Abfahrt, 9. Kombination, 13. Super-G, 43. Riesenslalom
- Crans-Montana 2011: 1. Super-G, 10. Abfahrt

### Weitere Erfolge
- 2 italienische Meistertitel (Super-Kombination 2011, Riesenslalom 2013)
- Dreifache italienische Juniorenmeisterin (Slalom 2007 und 2008, Abfahrt 2007)
- 1 Podestplatz im South American Cup
- 2 Siege in FIS-Rennen